# Sepp Piontek
Sepp Piontek (Breslau, 1940. március 5. –) nyugatnémet válogatott labdarúgó, edző.

## Pályafutása

### Klubcsapatban
Breslauban (Wrocław) született, Németországban. Édesapja Leonard Piątek lengyel válogatott labdarúgó volt és részt vett az 1938-as világbajnokságon. Piontek 1958-ban a VfL Germania Leer csapatában kezdte a pályafutását, ahol két szezont játszott felnőtt szinten. 1960-ban a Werder Bremen csapatához szerződött, melynek színeiben 1972-ig 283 mérkőzésen lépett pályára. 1965-ben nyugatnémet bajnoki címet szerzett.   

### A válogatottban
1965 és 1966 között 6 alkalommal szerepelt az NSZK válogatottjában.

### Edzőként
Miután befejezte a a pályafutását edzősködni kezdett. Korábbi csapatát a Werder Brement 1971 és 1975 között irányította, majd azt követően egy szezont töltött el a Fortuna Düsseldorf (1975–76) csapatánál. 1976 és 1978 között Haiti szövetségi kapitánya volt. Az 1978–79-es szezonban a St. Pauli kispadján ült. 1979-ben a kinevezték a dán válogatott élére. A nemzeti csapatot kivezette az 1984-es és az 1988-as Európa-bajnokságra, illetve az 1986-os világbajnokságra. 1979 és 1990 között 115 mérkőzésen irányította a dán válogatottat.
1990 és 1993 között Törökország szövetségi kapitánya volt. 1995-ben visszatért Dániába, ahol az Aalborg BK és a Silkeborg IF csapatainál dolgozott. Később a grönlandi válogatottat is irányította két alkalommal.

## Sikerei, díjai
Werder Bremen
- Nyugatnémet kupagyőztes (1): 1960–61
- Nyugatnémet bajnok (1): 1964–65